# Belveglio
Belveglio es una localidad y comune italiana de la provincia de Asti, región de Piamonte, con 339 habitantes. Es famosa por su castillo de finales del siglo XVI y de donde supuestamente habita un fantasma.

## Evolución demográfica
| Gráfica de evolución demográfica de Belveglio entre 1861 y 2001 |
|                                                                 |
| Fuente ISTAT - elaboración gráfica de Wikipedia                 |